# Zeuxo

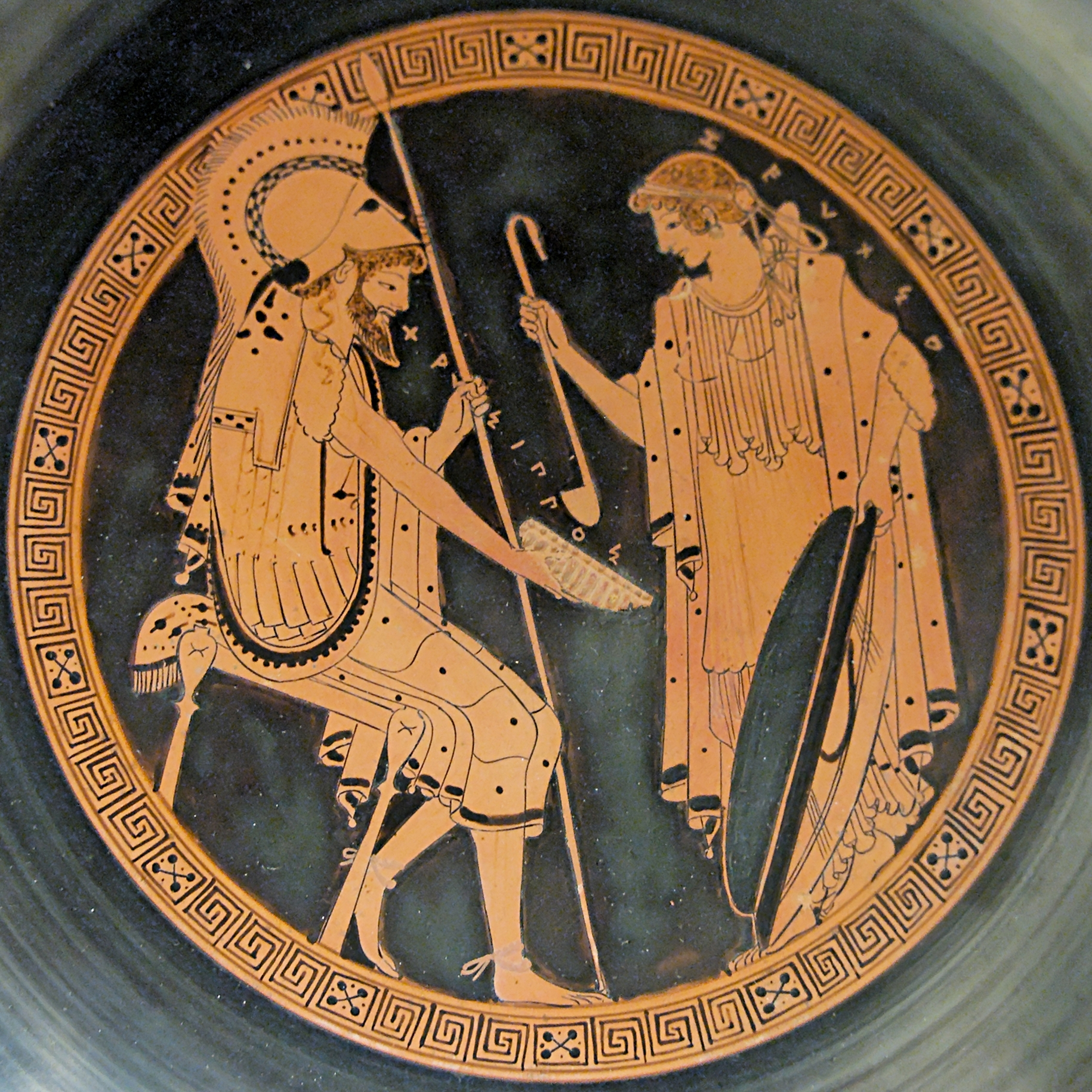
Zeuxo schenkt Chrysippos Wein ein. Brygos-Maler: Attisch-rotfigurige Kylix, um 490–480 v. Chr.

Zeuxo (altgriechisch Ζευξώ Zeuxṓ) ist eine Okeanide der griechischen Mythologie. Sie ist eine der dreitausend Töchter des Titanenpaares Okeanos und Tethys.
Hesiod nennt sie in der Theogonie neben vierzig anderen in einer Okeanidenliste.